# Cuautlita
Cuautlita är en ort i Mexiko.   Den ligger i kommunen Huauchinango och delstaten Puebla, i den sydöstra delen av landet, 140 km nordost om huvudstaden Mexico City. Cuautlita ligger 1 416 meter över havet och antalet invånare är 812.
Terrängen runt Cuautlita är huvudsakligen kuperad, men åt nordväst är den bergig. Runt Cuautlita är det ganska tätbefolkat, med 192 invånare per kvadratkilometer. Närmaste större samhälle är Huauchinango, 4,3 km sydväst om Cuautlita. I omgivningarna runt Cuautlita växer i huvudsak blandskog.